# Palatul Braunstein
Palatul Braunstein este un monument de arhitectură (cod LMI IS-II-m-B-03837), construit la începutul secolului al XX-lea, în Iași. Clădirea adăpostește "Galeriile Cupola", sala de expoziții a Uniunii Artiștilor Plastici. Este realizat în stil arhitectural eclectic, cu elemente de art nouveau, arhitectura clădirii fiind încredințată arhitectului Horia Clejan din Bacău. 
Impresionant prin somptuozitate, palatul a fost construit pe locul unor mai vechi construcții aflate în proprietatea lui Adolf Braunstein, un antreprenor evreu care deținea mai multe magazine  de-a lungul Uliței Mari, astăzi Bulevardul Ștefan cel Mare și Sfânt. Cupola palatului a fost inaugurată în 1915. De-a lungul timpului, clădirea a avut diverse funcții, printre care hotel, bancă, sediu de partid. În perioada comunistă, clădirea a fost naționalizată, funcționând aici, pentru o perioadă, Magazinul Victoria, apartamentele de la etaj având destinație de locuințe sociale. 
După căderea comunismului în 1989, unele părți din clădire au fost retrocedate, ulterior fiind răscumpărate, clădirea ajungând astfel în proprietatea Primăriei.
În 2016 Primăria Iași a demarat un proiect de reabilitare câștigat în 2018 de o asociere italiană. 
Lucrările au început în martie 2018, termenul de finalizare a lucrărilor fiind martie 2020. Proiectul a suferit amânări până în anul 2022. Recepția lucrărilor a fost realizată în martie 2022. 
Valoarea totală a proiectului a fost de aproximativ 4.624.000 Euro fără TVA, cu asistență financiară nerambursabilă de 3.779.800 Euro, proiect cofinanțat din fonduri europene accesat prin Axa Prioritară 5, Prioritatea 5.1 - Conservarea, protejarea, promovarea și dezvoltarea patrimoniului natural și cultural din cadrul Programului Operațional Regional (POR) 2014 – 2020.
Palatul Braunstein a fost transformat într-un centru multifuncțional, care include spații expoziționale, săli de conferință și alte facilități. Aici funcționează Centrul Cultural German și Centrul Cultural Francez.  